# Emin (Chiny)
Emin (chiń.: 额敏县; pinyin: Émǐn Xiàn; ujg.: دۆربىلجىن ناھىيىسى, Dörbiljin Nahiyisi; kaz.: ءدوربىلجىن اۋدانى, Dorbıljın Awdanı) – powiat w północno-zachodnich Chinach, w regionie autonomicznym Sinciang, w prefekturze Tacheng. W 2000 roku liczył 178 309 mieszkańców.